# 辻本薬品
辻本薬品株式会社（つじもとやくひん）は、医薬品・衛生材料・化粧品の卸売を中心とする日本の企業であった。現在はスズケングループの一社「（株）サンキ」である。医薬品の卸売手。

## 概要
本社・広島県尾道市14日元町5-17

## 沿革
- 1902年（明治35年）- 広島県尾道市の辻本薬品を設立